# Seona, Banovići
Seona je naselje v občini Banovići, Bosna in Hercegovina. 

## Deli naselja
Aljkovići, Behranovina, Borik, Delići, Husagići, Ikanovići, Kelempeci, Ložnjakovići, Mrahovići, Seona in Vinograd.

## Prebivalstvo
| Pregled števila prebivalcev po letih | Pregled števila prebivalcev po letih | Pregled števila prebivalcev po letih | Pregled števila prebivalcev po letih | Pregled števila prebivalcev po letih | Pregled števila prebivalcev po letih |
| ------------------------------------ | ------------------------------------ | ------------------------------------ | ------------------------------------ | ------------------------------------ | ------------------------------------ |
| 1948                                 | 1953                                 | 1961                                 | 1971                                 | 1981                                 | 1991                                 |
| -                                    | -                                    | -                                    | 1.665                                | 1.367                                | 1.281                                |

| Narodna sestava prebivalstva po letih                                                                                            | Narodna sestava prebivalstva po letih                                                                                            | Narodna sestava prebivalstva po letih                                                                                           |
| --- | --- | --- |
| 1971 | 1981 | 1991 |
| . skupaj: 1.665 Muslimani 1.511 (90,75 %) Srbi 149 (8,94 %) Hrvati 1 (0,06 %) Jugoslovani 1 (0,06 %) drugi in neznano 3 (0,18 %) | . skupaj: 1.367 Muslimani 1.210 (88,51 %) Srbi 97 (7,09 %) Hrvati 0 (0,00 %) Jugoslovani 56 (4,09 %) drugi in neznano 4 (0,29 %) | . skupaj: 1.281 Muslimani 1.187 (92,66 %) Srbi 82 (6,40 %) Hrvati 0 (0,00 %) Jugoslovani 6 (0,46 %) drugi in neznano 6 (0,46 %) |